# Macy's Thanksgiving Day Parade

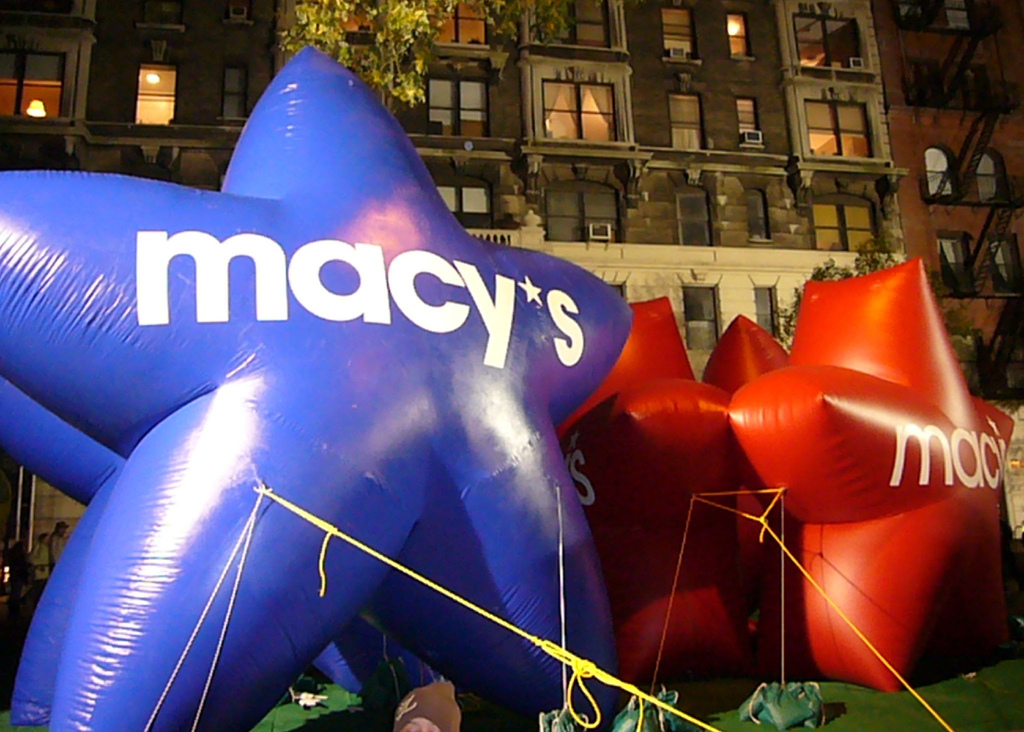
Globos del logo de Macy's en el desfile de 2006.

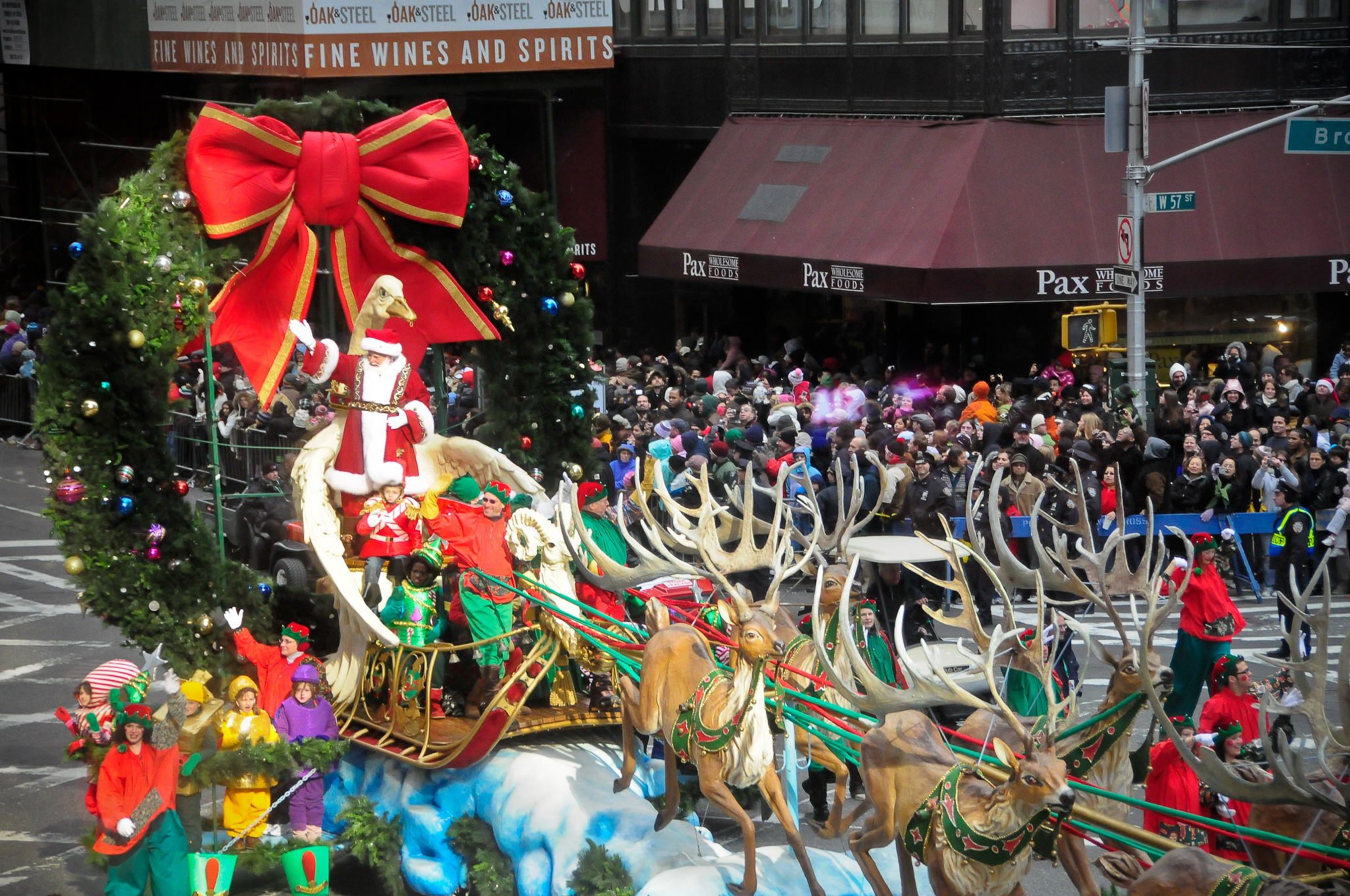
La llegada al final del desfile de Santa Claus marca el inicio de la temporada navideña en los Estados Unidos

El Macy's Thanksgiving Day Parade o conocido coloquialmente en Estados Unidos en español como el Desfile del día de Acción de Gracias de Macy's es un desfile anual presentado por los grandes almacenes Macy's. El evento de tres horas se celebra en Manhattan, Nueva York y empieza a las 9:00 a. m. EST el Día de Acción de Gracias.

## Historia
En la década de 1920 muchos empleados de los almacenes de Macy's de la primera generación de inmigrantes, orgullosos de su nuevo patrimonio en los Estados Unidos, querían celebrar el festivo día de Acción de Gracias en Estados Unidos con el tipo de fiesta que sus padres amaban en Europa.
En 1924, el desfile anual del Día de Acción de Gracias había sido iniciado por Louis Bamberger en Newark (Nueva Jersey) en el almacén Bamberger's que luego fue trasladado a Nueva York por Macy's. En Nueva York, los trabajadores marcharon en el buque insignia de la tienda Macy's localizada en la Calle 34 vestidos con trajes vibrantes. Hubo carrozas, bandas de música profesionales y animales vivos tomados del Central Park Zoo. Al final de ese primer desfile, como ha sido el caso con cada desfile, Santa Claus fue acogido con satisfacción en el Herald Square. En este primer desfile, sin embargo, fue en el balcón de Macy's en la entrada de la 34.ª Calle, donde Santa Claus fue entronizado y coronado "Rey de los Niños". Con una audiencia de más de un cuarto de millón de personas, el desfile fue un éxito tal que Macy's declaró que se convertiría en un evento anual.
Grandes globos en forma de animales producidos por The Goodyear Tire & Rubber Company en Akron, Ohio, reemplazaron a los animales vivos en 1927 cuando el globo del Gato Félix hizo su debut. Felix fue inflado, pero el siguiente año, se usó helio para expandir las cavidades del globo.
Como la final del desfile de 1928, los globos fueron soltados al cielo donde explotaron. El siguiente año fueron rediseñados con seguridad para que flotaran y duraran más días.
Etiquetas de direcciones fueron cosidos en ellos, a fin de que si alguien los encontraba y los devolvía, Macys les entregaba $100 dólares como premio (equivalente a $1,500 aproximados según la inflación al año 2019).
En los años 1930, el desfile continuó creciendo, con multitudes de más de 1 millón de personas a lo largo de su ruta en 1933. El primer globo de Mickey Mouse fue usado en 1934. Las festividades anuales fueron emitidas en la radio local desde 1941 en Nueva York.
El desfile fue suspendido durante la Segunda Guerra Mundial, debido a la necesidad de caucho y helio en la guerra. El desfile continuó en 1945 usando la misma ruta. El desfile se convirtió en parte de la cultura estadounidense después de ser mostrado en la película de 1947, Milagro en la calle 34, la cual muestra partes del desfile de 1946. El evento fue el primero en ser transmitido nacionalmente en 1952. En la transmisión de NBC en frente del buque insignia de la tienda de Macy's en Broadway y la Calle 34, bandas marchando hicieron varios espectáculos de música en vivo pero la mayoría de las canciones de los otros actos en vivo eran canciones pregrabadas y los actores sólo movían sus labios para sincronizar su canto.

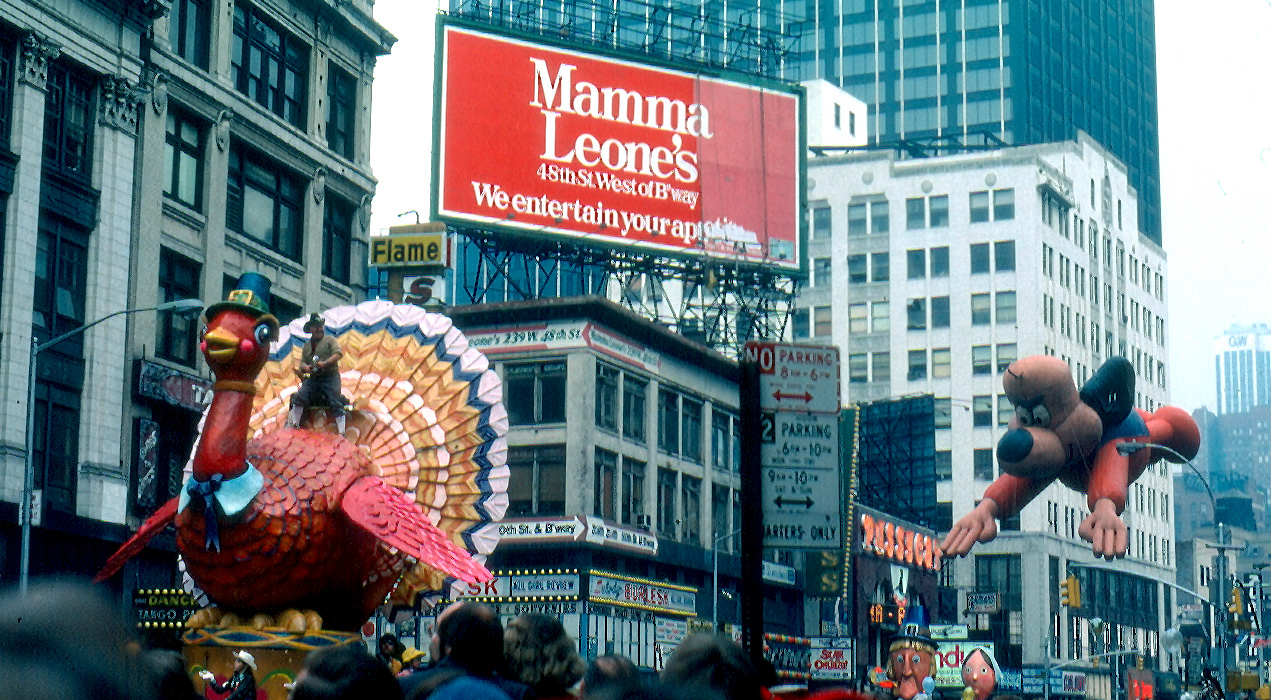
Desfile de 1979

Macy's patrocina el desfile Celebrate the Season Parade en Pittsburgh, Pensilvania, celebrado dos días antes del evento principal. Otras ciudades en los Estados Unidos también tienen sus propios desfiles el Día de Acción de Gracias, pero no son patrocinados por Macy's. El desfile más antiguo del día de Acción de Gracias de la nación (el Gimbels parade, conocido como 6abc-Ikea) fue el primero hecho en Filadelfia en 1920. Otras ciudades como el McDonald's Thanksgiving Parade de Chicago, Illinois y desfiles en: Plymouth, Massachusetts; Seattle, Washington; Houston, Texas; Detroit, Míchigan; y Fountain Hills, Arizona. Desde 1994, un desfile, llamado Parade Spectacular, se ha celebrado en Stanford, Connecticut, 30 millas al noreste de la Ciudad de Nueva York. Es hecho los domingos antes del Día de Acción de Gracias para no competir directamente con el desfile de Macy's y los personajes de los globos no son duplicados entre los desfiles. (Macy's de hecho había patrocinado a menor medida este desfile). Tal vez por su ubicación en el área metropolitana de Nueva York, este desfile recibe hasta 250 000 espectadores anualmente y es el desfile de globos más visitado después del desfile de Macy's. (enlace roto disponible en Internet Archive; véase el historial, la primera versión y la última). Sin embargo, sólo puede ser visto en televisión por el cable local dentro del Condado de Fairfield.
Nuevas medidas de seguridad se incorporaron en 2006 a fin de prevenir accidentes y lesiones relacionadas con los globos. Una de las medidas adoptadas fue la instalación de dispositivos de medición de viento para alertar a los organizadores del desfile a las condiciones de riesgo que podrían causar los globos al comportarse erráticamente. Además, los oficiales del desfile pusieron en marcha una medida para mantener los globos más cerca de la tierra durante las condiciones de viento.
En la edición de 2020, el desfile no se canceló, sino se tuvo que hacerse sin público esto debido a la pandemia de COVID-19. Para evitar aglomeraciones y contagios, se tuvo que reducir los participantes y su recorrido, que se han hecho con medidas sanitarias.

## Cobertura televisiva
Más de 44 millones de personas ven el desfile en televisión cada año. NBC ha sido la cadena oficial en transmitirlo desde 1955. Por muchos años el desfile, en la cual el desfile empezó a transmitirse por CBS en 1952, ha empezado a transmitirse por los conductores del programa The Today Show. Sin embargo, desde 1962 a 1971 fue conducido por Lorne Greene (que apareció en el programa de NBC Bonanza), y Betty White. La modelo del Today Show, Ed McMahon y Regis Philbin condujeron el programa en los años 1980.
Al principio, la transmisión sólo duraba una hora. En los años 1960, la televisora lo expandió a dos horas, y para los años 1970, empezaron a transmitirlo durante tres horas.
Desde el 2003, el desfile ha sido transmitido simultáneamente en español en la cadena hermana de NBC Universal Telemundo. El desfile ganó nueve Premios Emmy por logros destacados en la cobertura especial del evento desde 1979.
Mientras que NBC y Telemundo son los únicos en transmitir el desfile bajo un contrato con Macy's, el propio desfile es celebrado en las calles de Nueva York, por lo que Macy's no puede prevenir que otras televisiones puedan darle cobertura.

## Globos

### Inflado de globos
Los globos del desfile son inflados un día antes (miércoles) en ambos lados del American Museum of Natural History en la ciudad de Nueva York. Los globos son divididos entre la Calle 77 y la Calle 81 entre Central Park West y la Avenida Columbus. El equipo de inflado consiste en varios voluntarios de Macy's al igual que estudiantes del Instituto de Tecnología Stevens, una universidad local en Hoboken, Nueva Jersey donde los globos son inflados y puestos y se construyen los flotadores. El inflado de los globos está abierto al público después del atardecer y la noche antes del desfile.

### Introducciones de globos
- 2024: Minnie Mouse, Spider-Man, Gabby Girl de La casa de muñecas de Gabby, Dora y Marshall de PAW Patrol.
- 2023: Leo de Netflix, Po de Kung Fu Panda, y Monkey D. Luffy de One Piece.
- 2022: Greg Heffley de El diario de Greg (serie), Stuart el Minion de Despicable Me y Bluey Heeler.
- 2021: Ronald McDonald y Grogu de Star Wars.
- 2020: Tim Templeton de Un Jefe en Pañales.
- 2019: Snoopy astronauta (8.ª versión) en honor al 50 aniversario del alunizaje del Apolo 11, Bob Esponja Pantalones Cuadrados (3.ª versión), Huevos Verdes con Jamón, Smokey Bear (2nd version) y Love Flies Up to the Sky.
- 2018: Son Gokú Super Saiyajin Blue y Little Cloud.
- 2017: Olaf de Frozen, Jett de Super Wings, Chase de Paw Patrol y El Grinch
- 2016: Charlie Brown (2.ª versión), Diario de Greg (2.ª versión), Trolls y Felix the Cat (2.ª versión)
- 2015: Scrat de La Era de Hielo, Ronald McDonald (4.ª versión), Red de Angry Birds y Sinclair Dino
- 2014: Mighty Morphin Power Ranger Rojo, Pikachu (3.ª versión), Thomas the Tank Engine, Eruptor, Paddington Bear y Pillsbury Doughboy.
- 2013: Bob Esponja Pantalones Cuadrados (misma versión pero con gorra de Navidad) Hora de Aventura (Finn y Jake), Chimuelo de Cómo Entrenar a tu Dragón , Snoopy (7.ª versión) y Woodstock (2.ª versión) y El Mago de Oz .
- 2012: Hello Kitty ,(2.ª versión), KAWS, Elf on the shelfy Los Pitufos (Papá Pitufo).
- 2011: Sonic El Erizo (segunda versión), Julius de Paul Frank y "B" de Tim Burton .[2]
- 2010: El diario de Greg y Kung Fu Panda .
- 2009: Pillsbury Doughboy , Mickey Mouse (4.ª versión; "Mickey Marinero"), Ronald McDonald (3.ª version) y Spider-Man (2.ª version).
- 2008: Horton el Elefante, figura con corazón por Keith Haring, Buzz Lightyear y los Pitufos.[3]
- 2007: Shrek, Hello Kitty and Abby Cadabby.
- 2006: Pikachu con la Poké Ball (2.ª versión, construido con conexiones eléctricas para encender las mejillas), el aviador Snoopy (sexta versión de la tira cómica de Carlitos), replica del 80.° aniversario de un globo de aire caliente.
- 2005: Dora la Exploradora (primer personaje de ascendencia latina en aparecer en el desfile), Scooby-Doo, Señor Cara de Papa, JoJo.
- 2004: Bob Esponja Pantalones Cuadrados, Disney's Chicken Little, M&M's (fue retirado después del desfile de 2006 por un accidente en Times Square.)
- 2003: (Strike Up the Band) Barney (2.ª versión), Super Grover and Garfield (2.ª versión).
- 2002: la Rana René (2.ª versión), Pequeño Bill (Primer personaje afroamericano en la historia del desfile), Rich Uncle Pennybags y Charlie Brown (1st version).
- 2001: Jorge el curioso, Big Bird (2.ª versión), Jimmy Neutrón, Pikachu (primera versión; retirado después de la Fiesta de la Década de Pokémon el 8 de agosto de 2006) y Cheesasaurus Rex.
- 2000: Mickey Mouse líder de banda musical (3.ª versión), Ronald McDonald (2.ª versión), Jeeves, Dragon Tales
- 1999: Millennium Snoopy (5.ª versión), Abeja de Honey Nut Cheerios and Blue's Clues.
- 1998: Babe el Cerdito Valiente, Wild Thing y Dexter.
- 1997: Arturo, Rugrats and Bumpé.
- 1996: Rocky and Bullwinkle (2.ª versión), Peter Rabbit.
- 1995: Dudley the Dragon, SkyDancer, Eben Bear.
- 1994: Barney el Dinosaurio (primera versión) and El Gato en el Sombrero (retirado después del accidente en 1997).
- 1993: Beethoven (perro), Rex, Sonic the Hedgehog (1.ª version) (primer personaje de videojuego en la historia del desfile) and Izzy (mascota de los Juegos Olímpicos de Atlanta 1996).
- 1992: Santa Goofy.
- 1991: Babar
- 1990: El gran perro rojo, Bart Simpson.
- 1989: Bugs Bunny
- 1988: Nestlé Nesquik Bunny, Big Bird, La Pantera Rosa, Snoopy (4.ª versión) con Woodstock.
- 1987: Spider-Man (1.ª versión), Ronald McDonald, Oso de peluche and Snoopy en patineta (3.ª versión).
- 1986: Bebé Shamu and Humpty Dumpty.
- 1985: Betty Boop
- 1984: Garfield, Raggedy Ann
- 1983: Oso Yogui
- 1982: Oliva Olivo (primer personaje mujer en aparecer en el desfile), Woody Woodpecker.
- 1980: Superman (3.ª versión)

- 1977: La Rana René
- 1975: Weeble
- 1972: Sonrisa (Happy Face), Mickey Mouse (2.ª versión; este globo saldría en 1971, pero debido a los fuertes vientos el globo fue cancelado)
- 1971: Smiley
- 1969: Snoopy astronauta (2.ª versión, como tributo a la misión Apolo 11)
- 1968: Aviador Snoopy (1.ª versión; fue rediseñado el año siguiente para participar como el "Astronauta Snoopy" en tribute al Apollo 11., así se convirtió en la segunda versión).
- 1966: Smokey Bear (1st version), Superman (2.ª versión; el globo más grande usado en el desfile).
- 1965: Underdog
- 1964: Linus the Lionhearted
- 1963: Dino el Dinosaurio, Cony la Vaquita.
- 1962: Pato Donald (2.ª versión)
- 1961: Bullwinkle
- 1957: Popeye
- 1954: Hombre del espacio
- 1951: Lucky Pup, Súper Ratón
- 1940: Superman
- 1938: Tío Sam
- 1935: Pato Donald
- 1934: Mickey Mouse
- 1927: El Gato Felix (primer globo usado en el desfile).

### Otras introducciones de globos
- 2007: Artie el Pirata, Béisbol, Conejo por Jeff Koons, Desfile de globos en grupo, Planeta Tierra, balón de fútbol soccer
- 2006: Azúcar de caña verde, Handprint Stars, Cono de helado
- 2005: Gusanitos, Dulces, Copos de nieve, Pascua
- 2004: Tío Sam

### Introducción del Globiculo y el Floglobo
Un floglobo ("F"; es una contracción de "flotar" y "globo") es un globo con base en un flotadero. Un globículo ("G"; es una contracción de un "globo" y un "vehículo") es un vehículo de forma de globo.
- 2006: Conejo de Energizer (B)
- 2005: SnowBo (B)
- 2004: Weebles (B) - (3) Tibby, Tooey, Bumpus

## Introducción del flotadero
- 2007: The Care Bears Winter Fun-Derland, International Cele-Bear-Ation Clock Tower, M&M's Chocolate Candies on Broadway, Music Bigger than Life, Barbie as The Island Princess
- 2006: Barbie & the 12 Dancing Princesses, Doodlebug, Foster's Home for Imaginary Friends, Mother Goose, Space Station Discovery,
- 2005: Holiday Beat, Krazy Kritters, The Magic of Childhood, 123 Sesame Street, Barbie as the Princess & The Pauper, NFL Classic, Tutenstein, and Voyage to Adventure
- 2002: Barney's Playtime in The Park
- 1998: Sesame Street
- 1987: Marvel Comics
- 1984: Fraggle Rock
- 1971: Tom Turkey

## Escasez de helio
En 2006, los organizadores del desfile decidieron usar menos globos en respuesta a la escasez mundial de helio. Los organizadores, de hecho, discutieron el no usar ningún globo, pero decidieron comprometerse con la demanda del público.

## Libros
- Grippo, Robert M., Christopher Hoskins, Macy's Thanksgiving Day Parade, Arcadia Publishing 2004